# Puchar UEFA (1985/1986)
Puchar UEFA 1985/1986 (ang. 1985–1986 UEFA Cup) – 15. edycja międzynarodowego klubowego turnieju piłki nożnej Puchar UEFA, zorganizowana przez Unię Europejskich Związków Piłkarskich w terminie 11 września 1985 – 6 maja 1986. W rozgrywkach zwyciężyła drużyna Real Madryt.

## 1/32 finału
| AEK Ateny – Real Madryt 1:0 i 0:5 1 18.09 1985 1:0 Papaioannou 10 2 02.10 1985 0:1 Georgamilis 5s, 0:2 Butragueño 11, 0:3 Michel 19, 0:4 Valdano 32, 0:5 Hugo Sánchez 58                                                                                         |
| Czornomoreć Odessa – Werder Brema 2:1 i 2:3 1 18.09 1985 1:0 Jurczenko 13, 2:0 Szczerbakow 42, 2:1 Meier 48 2 02.10 1985 0:1 Kutzop 10, 1:1 Pasulko 22, 2:1 Morozow 47, 2:2 Pezzey 53, 2:3 Neubarth 73                                                           |
| Sparta Rotterdam – Hamburger SV 2:0 i 0:2 (dog), karne 4:3 1 18.09 1985 1:0 Lengkeuk 75, 2:0 Schmidt 79 2 02.10 1985 0:1 Schröder 78, 0:2 von Heesen 84 |
| Borussia Mönchengladbach – Lech Poznań 1:1 i 2:0 1 18.09 1985 1:0 Mill 59, 1:1 Łukasik 74 2 02.10 1985 1:0 Niewiadomski 34s, 2:0 Llenen 77 |
| Bohemian F.C. – Dundee United 2:5 i 2:2 1 18.09 1985 0:1 Sturrock 4, 0:2 Bannon 33, 0:3 Bannon 38, 1:3 Lawless 39, 1:4 Sturrock 53, 1:5 Sturrock 59, 2:5 O’Brien 70 2 02.10 1985 0:1 Milne 7, 0:2 Redford 31, 1:2 Jameson 33, 2:2 O’Brien 67                     |
| FC Dinamo Bukareszt – Wardar Skopje 2:1 i 0:1 1 18.09 1985 0:1 Ringov 10, 1:1 Rednic 29, 2:1 Augustin 50 2 02.10 1985 0:1 Zdravkov 47 |
| APOEL FC – Łokomotiw Sofia 2:2 i 2:4 (dog) 1 18.09 1985 1:0 Prokopi 18, 1:1 Weliczkow 30, 2:1 McDermott 48, 2:2 Wasiliew 54 2 02.10 1985 0:1 Weliczkow 11k, 1:1 Murs 16, 2:1 Joano 22, 2:2 Weliczkow 78, 2:3 Petkow 99, 2:4 Antonow 108                          |
| Neuchâtel Xamax – Sportul Studențesc Bukareszt 3:0 i 4:4 1 18.09 1985 1:0 Jacobacci 9, 2:0 Ryf 27, 3:0 Stielike 65 2 03.10 1985 0:1 Hagi 4, 1:1 Ryf 8, 2:1 Lüthi 20, 2:2 Sandu 23, 2:3 Hagi 42k, 2:4 Hagi 44k, 3:4 Givens 50, 4:4 Stielike 72                    |
| Knattspyrnufélagið Valur – FC Nantes 2:1 i 0:3 1 17.09 1985 1:0 Thorbjörnsson 49, 1:1 Touré 51, 2:1 Thorbjörnsson 89 2 02.10 1985 0:1 Amisse 20, 0:2 Touré 53, 0:3 Amisse 62                                                                                     |
| Portimonense SC – FK Partizan 1:0 i 0:4 1 18.09 1985 1:0 Pita 47 2 02.10 1985 0:1 Vučićević 19k, 0:2 Djukić 29, 0:3 Vučićević 83, 0:4 Vučićević 86 |
| Boavista FC – Club Brugge 4:3 i 1:3 1 19.09 1985 0:1 Papin 4, 1:1 José Rafael 11, 2:1 Tonanha 46, 3:1 José Rafael 65, 3:2 Ceulemans 69, 4:2 Angelo Coelho 72, 4:3 L. van der Elst 80 2 02.10 1985 0:1 Papin 30, 1:1 Angelo Coelho 38, 1:2 Papin 52, 1:3 Papin 83 |
| Spartak Moskwa – Turun Palloseura 1:0 i 3:1 1 18.09 1985 1:0 Czerenkow 24 2 02.10 1985 1:0 Läksonen 2s, 2:0 Rodionow 14, 2:1 Lipponen 17, 3:1 Nowikow 47 |
| Legia Warszawa – Viking FK 3:0 i 1:1 1 18.09 1985 1:0 Dziekanowski 37, 2:0 Arceusz 67, 3:0 Buda 68 2 02.10 1985 0:1 Hammer 52, 1:1 Dziekanowski 74 |
| Székesfehérvári Videoton SC – Malmö FF 1:0 i 2:3 1 18.09 1985 1:0 Vógh 78 2 02.10 1985 1:0 Csuhay 15, 1:1 Emenovski 51, 1:2 Erlandsson 59, 1:3 Larsson 68, 2:3 Szabo 87k                                                                                         |
| LASK Linz – Baník Ostrawa 2:0 i 1:0 1 18.09 1985 1:0 Małnowicz 27, 2:0 Köstenberger 80 2 01.10 1985 1:0 Lehermayer 85 |
| Inter Mediolan – FC Sankt Gallen 5:1 i 0:0 1 18.09 1985 1:0 Altobelli 9, 2:0 Marangon 35, 3:0 Mandorini 44, 4:0 KH Rummenigge 60, 4:1 Pellegrini 70, 5:1 KH Rummenigge 86 2 02.10 1985                                                                           |
| KSV Waregem – Aarhus GF 5:2 i 1:0 1 18.09 1985 0:1 Ludnkvist 23, 1:1 Veyt 39, 2:1 Dekenne 56, 3:1 Desmet 57, 4:1 Decraeye 64, 5:1 Vanbaekel 50, 5:2 Povlsen 89 2 02.10 1985 1:0 Veyt 87                                                                          |
| Rangers – CA Osasuna 1:0 i 0:2 1 18.09 1985 1:0 Paterson 54 2 02.10 1985 0:1 Ripodas 11, 0:2 Martin 40 |
| Coleraine F.C. – Lokomotive Lipsk 1:1 i 0:5 1 18.09 1985 1:0 Wade 2, 1:1 Liebers 67 2 02.10 1985 0:1 Leitzke 10, 0:2 Kulm 33, 0:3 Baum 34, 0:4 Liebers 44, 0:5 Richter 83                                                                                        |
| AJ Auxerre – A.C. Milan 3:1 i 0:3 1 18.09 1985 0:1 Virdis 3, 1:1 Garande 38, 2:1 Garande 53, 3:1 Danio 67 2 02.10 1985 0:1 Virdis 29, 0:2 Hateley 36, 0:3 Virdis 82                                                                                              |
| Wismut Aue – Dnipro Dniepropietrowsk 1:3 i 1:2 1 18.09 1985 0:1 Litowczenko 27, 0:2 Taran 47, 1:2 Schmidt 75, 1:3 Kuzniecow 76 2 02.10 1985 0:1 Protasov 51, 1:1 Lorenz 72, 1:2 Protasov 78 (mecz w Krzywym Rogu)                                                |
| Avenir Beggen – PSV Eindhoven 0:2 i 0:4 1 17.09 1985 0:1 Thoresen 30, 0:2 Lokhoff 80 2 02.10 1985 0:1 McDonald 16, 0:2 Thoresen 27, 0:3 van der Gijp 43, 0:4 Thoresen 59                                                                                         |
| Torino Calcio – Panathinaikos AO 2:1 i 1:1 1 18.09 1985 1:0 Comi 48, 1:1 Saravakos 51, 2:1 Mavridis 87s 2 02.10 1985 1:0 Comi 1, 1:1 Saravakos 71k |
| Hajduk Split – FC Metz 5:1 i 2:2 1 18.09 1985 1:0 Petrinović 12, 2:0 Zl. Vujović 28k, 2:1 Bocandé 31, 3:1 Zl. Vujović 63, 4:1 Zl. Vujović 67, 5:1 Zl. Vujović 76 2 02.10 1985 0:1 Marjov 53, 0:2 Zappia 63, 1:2 Zl. Vujović 72, 2:2 Zl. Vujović 89               |
| Sporting CP – Feyenoord 3:1 i 1:2 1 18.09 1985 1:0 Manuel Fernandos 29, 2:0 Jordao 34, 3:0 Manuel Fernandos 63, 3:1 Duut 77 2 02.10 1985 0:1 Eriksen 45, 1:1 Litos 59, 1:2 Been 66                                                                               |
| Dinamo Tirana – Ħamrun Spartans 1:0 i 0:0 1 18.09 1985 1:0 Abazi 58 2 02.10 1985 |
| RFC Liège – SSW Innsbruck 1:0 i 3:1 1 18.09 1985 1:0 Thans 66 2 02.10 1985 1:0 Lipka 15, 1:1 Röscher 17, 2:1 Thans 38, 3:1 de Sart 64k |
| Athletic Bilbao – Beşiktaş JK 4:1 i 1:0 1 18.09 1985 0:1 Gökhan 16, 1:1 Julio Salinas 30, 2:1 Julio Salinas 49, 3:1 Sarabia 77, 4:1 Julio Salinas 84 2 02.10 1985 1:0 Sarabia 12                                                                                 |
| Pirin Błagojewgrad – Hammarby IF 1:3 i 0:4 1 18.09 1985 0:1 Eriksson 13, 1:1 Dinew 44, 1:2 Eriksson 83, 1:3 Ramberg 58 2 02.10 1985 0:1 B. Ohlsson 33, 0:2 Ramberg 69, 0:3 B. Ohlsson 76, 0:4 Lundin 89                                                          |
| Slavia Praga – St. Mirren F.C. 1:0 i 0:3 (dog) 1 17.09 1985 1:0 Kouril 77 2 02.10 1985 0:1 Gallagher 44, 0:2 McGarvey 101, 0:3 McGarvey 108 |
| Rába ETO – Bohemians Praga 3:1 i 1:4 (dog) 1 18.09 1985 1:0 Hannich 19, 1:1 Timic 24, 2:1 Hannich 74, 3:1 Chaloupka 48s 2 02.10 1985 0:1 Marcik 8, 0:2 Mičinec 17, 1:2 Hajszan 44, 1:3 V. Hruška 89k, 1:4 V. Hruška 110 (mecz w Bratysławie)                     |
| 1. FC Köln – Sporting Gijón 0:0 i 2:1 1 18.09 1985 2 02.10 1985 0:1 Serano 1, 1:1 Engels 46, 2:1 Dickel 78 |

## 1/16 finału
| Real Madryt – Czornomoreć Odessa 2:1 i 0:0 1 23.10 1985 1:0 Gordillo 5, 1:1 Tiarkov 8, 2:1 Valdano 71 2 06.11 1985 |
| Sparta Rotterdam – Borussia Mönchengladbach 1:1 i 1:5 1 23.10 1985 1:0 Olde Riekennk 46, 1:1 Pinkall 58 2 06.11 1985 0:1 Rahn 12, 0:2 Rahn 14, 0:3 Pinkall 34, 1:3 Diliberto 38, 1:4 Herbst 67, 1:5 Criens 89                            |
| Dundee United – Wardar Skopje 2:0 i 1:1 1 23.10 1985 1:0 Redford 53, 2:0 Gough 77 2 06.11 1985 1:0 Hegarty 13, 1:1 Pančev 24 |
| Łokomotiw Sofia – Neuchâtel Xamax 1:1 i 0:0 1 23.10 1985 0:1 Perret 37, 1:1 Bonczew 76 2 06.11 1985 |
| FK Partizan – FC Nantes 1:1 i 0:4 1 23.10 1985 1:0 Le Roux 10s, 1:1 Halilhodzić 68 2 06.11 1985 0:1 Burruchaga 13, 0:2 Amisse 51, 0:3 Bracigliano 57, 0:4 Amisse 87                                                                      |
| Spartak Moskwa – Club Brugge 1:0 i 3:1 1 23.10 1985 1:0 Czerenkow 44k 2 06.11 1985 1:0 Bubnow 28, 2:0 Rodionow 51, 2:1 Papin 52, 3:1 Szawło 65                                                                                           |
| Székesfehérvári Videoton SC – Legia Warszawa 0:1 i 1:1 1 23.10 1985 0:1 Araszkiewicz 88 2 06.11 1985 1:0 Nováth 35, 1:1 Dziekanowski 75                                                                                                  |
| LASK Linz – Inter Mediolan 1:0 i 0:4 1 23.10 1985 1:0 Gross 81 2 06.11 1985 0:1 Brady 20k, 0:2 Altobelli 32, 0:3 Altobelli 80, 0:4 Altobelli 81                                                                                          |
| KSV Waregem – CA Osasuna 2:0 i 1:2 1 23.10 1985 1:0 Desloover 11, 2:0 Veyt 60 2 06.11 1985 0:1 Orejuela 7, 0:2 Sola 10, 1:2 Veyt 61 |
| A.C. Milan – Lokomotive Lipsk 2:0 i 1:3 1 23.10 1985 1:0 Virdis 74k, 2:0 Hateley 76 2 06.11 1985 0:1 Moldt 6, 0:2 Leitzke 21, 1:2 Virdis 48, 1:3 Richter 76                                                                              |
| PSV Eindhoven – Dnipro Dniepropietrowsk 2:2 i 0:1 1 23.10 1985 0:1 Protazow 17, 1:1 McDonald 54, 1:2 Protazow 67, 2:2 Thoresen 80 2 06.11 1985 0:1 Litowczenko 47 (mecz w Krzywym Rogu)                                                  |
| Torino Calcio – Hajduk Split 1:1 i 1:3 1 23.10 1985 0:1 Slišković 33, 1:1 Schachner 74 2 06.11 1985 0:1 Asanović 2, 1:1 Junior 15k, 1:2 Slišković 29, 1:3 Zl. Vujović 55k                                                                |
| Dinamo Tirana – Sporting CP 0:0 i 0:1 1 23.10 1985 2 06.11 1985 0:1 Venancio 53 |
| RFC Liège – Athletic Bilbao 0:1 i 1:3 1 23.10 1985 0:1 de Andres 89 2 06.11 1985 0:1 Urtubi 32k, 0:2 Moriega 52, 0:3 Moriega 70, 1:3 Ernes 79                                                                                            |
| Hammarby IF – St. Mirren F.C. 3:3 i 2:1 1 23.10 1985 1:0 Lundin 32, 1:1 Gallagher 41, 2:1 M. Andersson 44k, 3:1 M. Andersson 65, 3:2 Gallagher 80, 3:3 Gallagher 85 2 06.11 1985 0:1 McGarvey 20, 1:1 Ivarsson 87, 2:1 M. Andersson 89   |
| 1. FC Köln – Bohemians Praga 4:0 i 4:2 1 23.10 1985 1:0 Littbarski 11, 2:0 Geils 13, 3:0 van der Korput 52, 4:0 Littbarski 84 2 06.11 1985 1:0 Mennie 6, 1:1 Janečka 17, 2:1 Dickel 34, 3:1 Littbarski 60, 4:1 Dickel 76, 4:2 Mičinec 89 |

## 1/8 finału
| Borussia Mönchengladbach – Real Madryt 5:1 i 0:4 1 27.11 1985 1:0 Mill 36, 2:0 Salguero 40s, 3:0 Rahn 55, 4:0 Rahn 59, 4:1 Gordillo 69, 5:1 Lienen 83 (mecz w Düsseldorfie) 2 11.12 1985 0:1 Valdano 5, 0:2 Valdano 17, 0:3 Santillana 77, 0:4 Santillana 89 |
| Dundee United – Neuchâtel Xamax 2:1 i 1:3 (dog) 1 27.11 1985 0:1 Stielike 21, 1:1 Dodds 53, 2:1 Bedford 75 2 11.12 1985 1:0 Redford 17, 1:1 Nielsen 39, 1:2 Hermann 56, 1:3 Nielsen 110                                                                      |
| Spartak Moskwa – FC Nantes 0:1 i 1:1 1 27.11 1985 0:1 Morice 77k (mecz w Tbilisi) 2 11.12 1985 1:0 Czerenkow 68, 1:1 Touré 69 |
| Inter Mediolan – Legia Warszawa 0:0 i 1:0 (dog) 1 27.11 1985 2 11.12 1985 1:0 Fanna 108 |
| KSV Waregem – A.C. Milan 1:1 i 2:1 1 27.11 1985 1:0 Veyt 63, 1:1 Virdis 88 2 11.12 1985 0:1 Bortolazzi 37, 1:1 Desmet 44k, 2:1 Veyt 67 |
| Dnipro Dniepropietrowsk – Hajduk Split 0:1 i 0:2 1 27.11 1985 0:1 Puczkow 78s (mecz w Krzywym Rogu) 2 11.12 1985 0:1 Gudelj 47, 0:2 Gudelj 64 |
| Athletic Bilbao – Sporting CP 2:1 i 0:3 1 27.11 1985 1:0 Sarabia 14, 2:0 Julio Salinas 57, 2:1 Meade 73 2 11.12 1985 0:1 Manuel Fernandos 19k, 0:2 Meade 58, 0:3 Sousa 75                                                                                    |
| Hammarby IF – 1. FC Köln 2:1 i 1:3 1 27.11 1985 0:1 Geilenkirchen 34, 1:1 Per Holmberg 75, 2:1 Per Holmberg 87 2 11.12 1985 1:0 M. Andersson 37, 1:1 Littbarski 40k, 1:2 Klaus Allofs 66, 1:3 Bein 86                                                        |

## 1/4 finału
| Real Madryt – Neuchâtel Xamax 3:0 i 0:2 1 05.03 1986 1:0 Hugo Sánchez 32, 2:0 Michel 66, 3:0 Butragueño 84 2 19.03 1986 0:1 Stielike 11, 0:2 Jacobacci 89                                                                       |
| Inter Mediolan – FC Nantes 3:0 i 3:3 1 05.03 1986 1:0 Le Roux 13s, 2:0 Tardelli 61, 3:0 KH Rummenigge 78 2 19.03 1986 0:1 Der Zakarian 9, 1:1 Altobelli 33, 1:2 Halihodzić 37s, 1:3 Le Roux 42, 2:3 Altobelli 64, 3:3 Brady 59k |
| Hajduk Split – KSV Waregem 1:0 i 0:1 (dog), karne 4:5 1 05.03 1986 1:0 Zl. Vujović 9 2 19.03 1986 0:1 Mutombo 60 |
| Sporting CP – 1. FC Köln 1:1 i 0:2 1 05.03 1986 1:0 Meade 54, 1:1 Klaus Allots 89k 2 18.03 1986 0:1 Klaus Allots 7, 0:2 Bein 37                                                                                                 |

## 1/2 finału
| Inter Mediolan – Real Madryt 3:1 i 1:5 (dog) 1 02.04 1986 1:0 Tardelli 1, 2:0 Tardelli 34, 2:1 Valdano 87, 3:1 Salguero 89s 2 16.04 1986 0:1 Hugo Sánchez 43, 0:2 Gordillo 64, 1:2 Brady 65k, 1:3 Hugo Sánchez 75k, 1:4 Santillana 92, 1:5 Santillana 107 |
| 1. FC Köln – KSV Waregem 4:0 i 3:3 1 02.04 1986 1:0 Lenhoff 43, 2:0 Klaus Allofs 50, 3:0 Klaus Allofs 67k, 4:0 Geilenkirchen 80 2 16.04 1986 1:0 Klaus Allofs 26, 2:0 Klaus Allofs 34, 2:1 Mutombo 52, 2:2 Mutombo 59, 3:2 Klaus Allofs 68k, 3:3 Görtz 79 |

## Finał
| Real Madryt – 1. FC Köln 5:1 i 0:2 |
| 30 kwietnia 1986 Madryt Estadio Santiago Bernabéu (85 000) Real Madryt – 1. FC Köln 5:1 (2:1) Sędzia: George Courtney (Anglia) Bramki: 0:1 Klaus Allofs 29, 1:1 Hugo Sánchez 37, 2:1 Rafael Gordillo 41, 3:1 Jorge Valdano 50, 4:1 Jorge Valdano 85, 5:1 Santillana 90 Real Madrid Club de Fútbol (trener Luis Molowny): Agustin – José Antonio Salguero, Jesús Ángel Solana, José Antonio Camacho (kapitan) – Martín Vázquez (81 Santillana), Míchel, Juanito, Rafael Gordillo – Jorge Valdano, Hugo Sánchez, Emilio Butragueño 1. Fußball-Club Köln 01/07 (trener Georg Keßler): Harald Schumacher – Andreas Gielchen, Paul Steiner, Dieter Prestin, Karl-Heinz Geils – Ralf Geilenkirchen, Matthias Hönerbach, Uwe Bein (71 Thomas Häßler), Olaf Janßen – Pierre Littbarski (84 Norbert Dickel), Klaus Allofs (kapitan) |
| 6 maja 1986 Berlin Olympiastadion (21 185) 1. FC Köln – Real Madryt 2:0 (1:0) Sędzia: Robert Valentine (Szkocja) Bramki: 1:0 Uwe Bein 23, 2:0 Ralf Geilenkirchen 72 Żółte kartki: Karl-Heinz Geils, Matthias Hönerbach, Paul Steiner / Jorge Valdano, Míchel 1. Fußball-Club Köln 01/07 (trener Georg Keßler): Harald Schumacher – Andreas Gielchen, Dieter Prestin, Paul Steiner – Karl-Heinz Geils (84 Robert Schmitz), Ralf Geilenkirchen, Matthias Hönerbach, Uwe Bein, Olaf Janßen (60 David Pizanti) – Pierre Littbarski, Klaus Allofs (kapitan) Real Madrid Club de Fútbol (trener Luis Molowny): Agustin – Antonio Maceda, Jesús Ángel Solana, José Antonio Camacho (kapitan) – Chendo, Rafael Gordillo, Emilio Butragueño (88 Juanito), Míchel, Ricardo Gallego – Hugo Sánchez (21 Santillana), Jorge Valdano     |